# Natalliah Whyteová
Natalliah Whyteová (* 9. srpna 1997) je jamajská sprinterka. Reprezentovala Jamajku na mistrovstvích světa v atletice v roce 2019 a získala zlatou medaili ve štafetě 4 × 100 metrů.